# Phintas
Phintas (altgriechisch Φίντας Phíntas) war gemäß Pausanias ein Aipytide und Sohn des messenischen Königs Sybotas und Nachkomme des Herakles. Er war ein Zeitgenosse des spartanischen Königs Teleklos. Möglicherweise war er der erste historische König von Messenien.

## Spannungen mit Sparta
Unter der Herrschaft von Phintas kam es zu Spannungen zwischen Messenien und Sparta. Der Auslöser der Auseinandersetzungen war die Ansiedlung von Spartanern in der Dentheliatis, im Grenzgebiet von Messenien und Sparta. Gemäß Strabon wurden auf Geheiß des spartanischen Königs Teleklos damals die dortigen Städte Poiaessa, Echeiai und Tragion besiedelt.
Im Jahre 814 v. Chr. wurde König Teleklos im Heiligtum der Artemis Limnatis von Messeniern getötet. Dieses lag an der Grenze im Taygetos und am Kult nahmen gleichermaßen Spartaner und Messenier teil. Während die Spartaner sagen, dass die Messenier damals im Heiligtum spartanische Jungfrauen schänden wollten und Teleklos im Kampf getötet wurde, als er diesen helfen wollte, behaupteten die Messenier, dass Teleklos noch bartlose spartanische Jünglinge mit Messern ausgestattet habe, um im Heiligtum die messenische Opfergesandtschaft zu erdolchen. Als sich die Messenier gewehrt hätten, sei Teleklos im Getümmel getötet worden.

## Weiteres
Nach Pausanias sollen die Messenier unter König Phintas erstmals eine Opfergesandtschaft und einen Männerchor zu Apollon nach Delos geschickt haben.
Nach dem Tode von Phintas übernahmen dessen Söhne Antiochos und Androkles die Herrschaft in Messenien.
Die Historizität der literarisch ausgeschmückten Ereignisse wird in der Forschung kritisch bewertet und die bei Pausanias angegebenen Datumsangaben gelten als unkorrekt und sollten etwa 40 Jahr später angesetzt werden.